# Ich und meine Schwester Klara
Ich und meine Schwester Klara ist eine Kinderbuchreihe von Dimiter Inkiow.

## Handlungsaufbau
Die Bücher enthalten zum größten Teil Kurzgeschichten über die Geschwister Klara und ihren Bruder, den Ich-Erzähler Klaus. Alle Geschichten werden aus der teilweise kindlich-naiven Sicht des Jungen berichtet.
Hierbei geht es um Situationen, in die man leicht mal geraten kann, um Sachen, die Kinder nur allzu gerne machen, die aber verboten sind. Manchmal sind die Geschichten auch einfach nur lustig.
Auch die Moral wird nicht vernachlässigt, indem die Kinder versuchen, eingebrockte Dinge wieder auszulöffeln, und später erkennen, dass ihr Schritt falsch war.

## Geschwisterpaar

### Klara
Klara ist ein aufgewecktes, 10-jähriges Mädchen. Sie bindet sich stets einen hohen Haarschopf, um größer zu wirken, trägt immer einen roten und einen grünen Strumpf und gelbe Gummistiefel. Klara ist die unvernünftigere der Geschwister (obwohl sie die ältere ist). Die ausschlaggebenden Ideen stammen jedoch stets von ihr.

### Bruder (Klaus)
Der Bruder Klaras ist 8 Jahre alt, trägt immer eine Latzhose, um jeden möglichen Krimskrams immer dabei zu haben, und hat fast immer irgendwo ein Pflaster. Er trägt ein oranges Base-Cap und Tennisschuhe, da er sie sehr bequem findet.
Klaras Bruder, obwohl der Jüngere, versucht Klara immer von den verrücktesten Ideen abzubringen. Jedoch folgt er auch vielen Plänen ihrerseits und bewundert sie wegen ihrer zumindest immer langeweiletötenden Ideen. Er verehrt und liebt seine große Schwester sehr.

## Bände
1. Ich und meine Schwester Klara. Erika Klopp Verlag, Berlin 1977
2. Ich und Klara und der Kater Kasimir. Erika Klopp Verlag, Berlin 1978
3. Ich und Klara und der Dackel Schnuffi. Erika Klopp Verlag, Berlin 1978
4. Ich und Klara und das Pony Balduin, 1979
5. Ich und Klara und der Papagei Pippo, 1981
6. Ich und Klara und das Pony Balduin. Erika Klopp Verlag, Berlin 1979
7. Ich und Klara und der Papagei Pippo. Erika Klopp Verlag, Berlin 1981
8. Ich und meine Schwester Klara. Die schönsten Geschichten. Erika Klopp Verlag, München 1989
9. Ich und meine Schwester Klara. Die lustigsten Tiergeschichten. Erika Klopp Verlag, München 1994
10. Meine Schwester Klara und die Geister, 1982
11. Meine Schwester Klara und der Löwenschwanz, 1982
12. Meine Schwester Klara und die Pfütze, 1982
13. Meine Schwester Klara und der Haifisch, 1983
14. Meine Schwester Klara und ihr Schutzengel, 1983
15. Meine Schwester Klara und der Schneemann, 1984
16. Meine Schwester Klara und ihr Geheimnis, 1984
17. Meine Schwester Klara und das liebe Geld, 1985
18. Meine Schwester Klara und die große Wanderung, 1985
19. Meine Schwester Klara und ihre Kochlöffel, 1986
20. Meine Schwester Klara und das Lachwürstchen, 1987
21. Meine Schwester Klara und Oma Müllers Himbeeren, 1989
22. Meine Schwester Klara und ihre Mausezucht, 1990
23. Meine Schwester Klara ist Umweltschützerin, 1990
24. Meine Schwester Klara und der lustige Popo, 1992
25. Meine Schwester Klara und das Fahrrad, 1995
26. Meine Schwester Klara stellt immer was an, 1995

Außerdem erschienen zahlreiche Neuauflagen. Unter anderem 2003 im Ellermann-Verlag (Ich und meine Schwester Klara. Die schönsten Geschichten zum Vorlesen).

## Hörspiele
Basierend auf den Büchern erschienen auch Hörspiele, die sich um das Geschwisterpaar drehen.

### Schneiderton
„Meine Schwester Klara“
1. und ihre Kochlöffel
2. und das liebe Geld
3. und ihr Geheimnis
4. und die Geister
5. Ich und meine Schwester Klara
6. und der Löwenschwanz
7. und die Pfütze
8. und der Haifisch
9. und die große Wanderung
10. und das Lachwürstchen
11. und der Piratenschatz
12. und der Osterhase

Die Einbände wurden von Fritz Goller gestaltet.

### Europa
Ich und Klara / Klara und ich
1. und Dackel Schnuffi
2. und Pony Balduin
3. und Papagei Pippo
4. und Kater Kasimir

Hier wurden die Hörspiele illustriert von Traudl und Walter Reiner.